# Corrupção no Egito
Leis sobre corrupção existem no Egito para criminalizar extorsão, desfalque e suborno nos negócios, mas são mal aplicadas.

## Corrupção na economia
Empresas com mais conexões informais dentro do governo recebem tratamento preferencial ao navegar pelo quadro regulatório do Egito, criando um desincentivo à concorrência. Um sistema jurídico ineficiente e esporadicamente aplicado, aliado a uma cultura generalizada de corrupção, faz com que as empresas dependam do uso de intermediários conhecidos como "wasta" para operar, enquanto negócios bem relacionados desfrutam de tratamento privilegiado.
Pagamentos de facilitação são uma prática estabelecida para "fazer as coisas acontecerem", apesar de pagamentos irregulares e presentes serem criminalizados. Em muitos países, esses pagamentos são considerados suborno, o que impede diversas entidades estrangeiras de se envolverem financeiramente com o Egito, pois tais pagamentos são necessários para conduzir negócios. A corrupção eleva os custos tanto dos bens locais quanto dos importados, reduzindo o poder de compra da população e ampliando a pobreza.
No entanto, com a nova Lei de Investimentos de 2016 assinada em março de 2016 pela Ministra do Investimento e Cooperação Internacional Sahar Nasr (no governo de Sherif Ismail) sob a presidência de Abdel Fattah el-Sisi, o ambiente de negócios tornou-se mais flexível. A lei busca reduzir a burocracia excessiva para atrair mais investidores, o que resultou em um crescimento dos investimentos no Egito.

## Corrupção no governo
No Índice de Percepção da Corrupção de 2024 da Transparência Internacional, o Egito obteve uma pontuação de 30 em uma escala de 0 ("altamente corrupto") a 100 ("muito limpo"). No ranking por pontuação, o Egito ficou em 130º lugar entre os 180 países do índice, sendo que o país na primeira posição é percebido como tendo o setor público mais honesto.
Para comparação com as pontuações regionais, a média entre os países do Oriente Médio e Norte da África foi de 39. A maior pontuação na região foi 68 e a menor foi 12. Em nível global, a média foi de 43, com a melhor pontuação sendo 90 (1º lugar) e a pior sendo 8 (180º lugar).

## Tentativas de reforma
Historicamente, a lacuna entre legislação e aplicação dificultou os esforços do governo para combater a corrupção.

### Mubarak
Antes da revolução de 2011, críticos concordavam que a corrupção no Egito era generalizada e que as medidas anticorrupção eram vistas como meras mudanças cosméticas a serviço da agenda política de Mubarak. No entanto, no último ano da presidência de 30 anos de Mubarak, em 2010, foi criado o "Comitê Nacional de Coordenação para o Combate à Corrupção", que foi posteriormente alterado por um decreto do Primeiro-Ministro (nº 493) assinado por Ibrahim Mahlab em 2014 para promover justiça, igualdade e oportunidades equitativas.

### Al-Sisi
Em termos de aplicação da lei, mais ações ocorreram sob o regime de Sisi, incluindo um caso altamente divulgado de um juiz acusado de corrupção que foi preso assim que renunciou ao cargo. O juiz cometeu suicídio logo em seguida. Sob a presidência de Abdel Fattah el-Sisi, várias prisões de figuras públicas acusadas de diferentes formas de corrupção ocorreram, incluindo governadores de províncias importantes, bem como diretores de hospitais. Em 2014, como uma de suas primeiras ações, o presidente criou um conselho de combate à corrupção, liderado pelo Primeiro-Ministro, onde altos funcionários revisam os avanços na redução das práticas corruptas.[carece de fontes?]